# Cervunal (pasto)

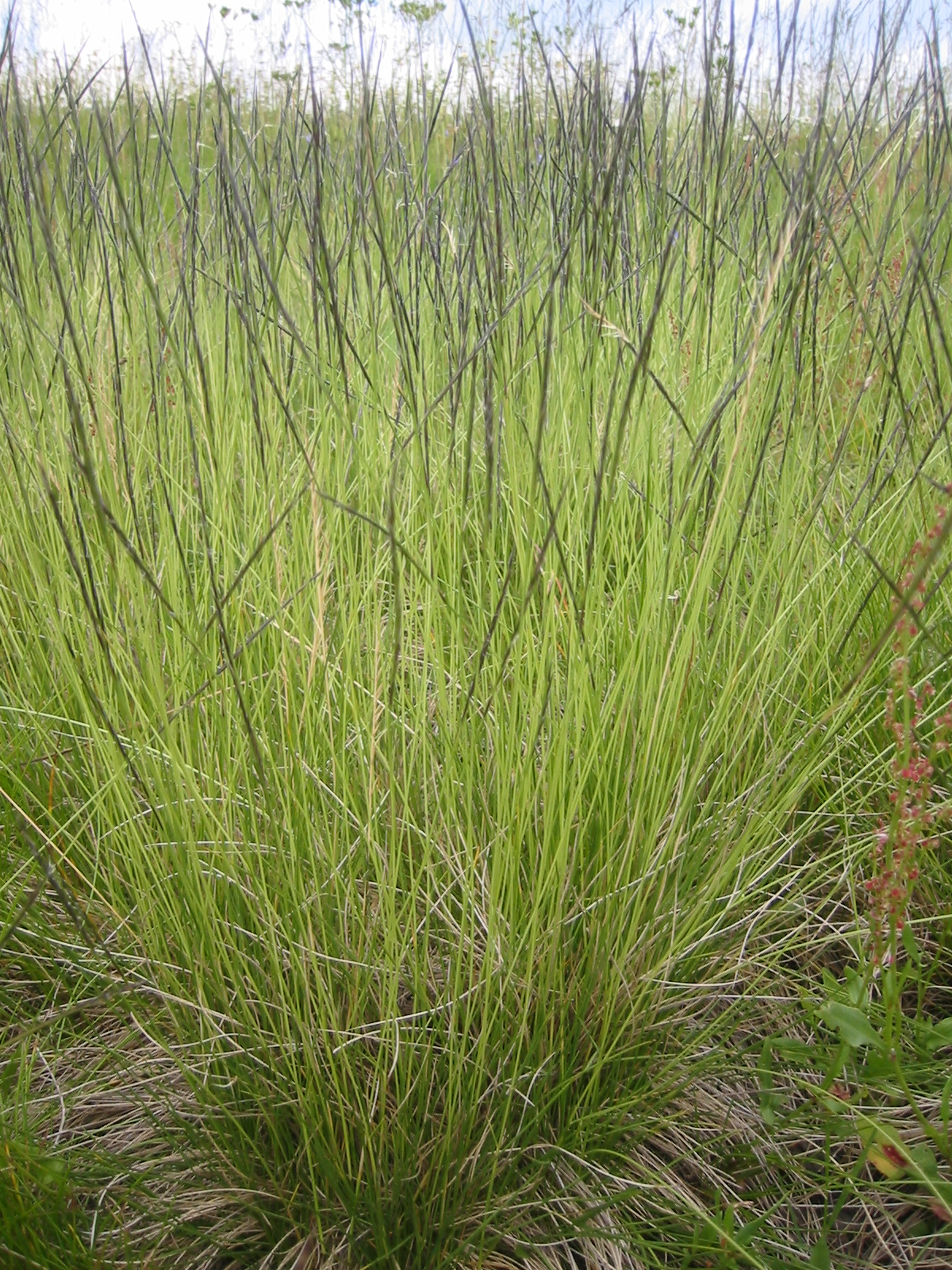
Nardus stricta

El cervunal es un pasto de alta montaña caracterizado por la presencia abundante del cervuno o cerrillo (Nardus stricta) que es una de las especies más extendidas en los pastos de las montañas de Europa y Asia.  Forma céspedes densos, dominados por hemicriptófitos y con una altura de 10-20 cm. Son praderías muy extendidas de gran parte de la región eurosiberiana y muy raras en la mediterránea donde señalan los ambientes más húmedos. Es propio de suelos ácidos o muy ácidos, medianamente profundos, húmedos e incluso encharcadizos debido a la prolongada innivación. Se da en planicies y zonas poco pendientes, en los pisos montano, subalpino y en parte baja del alpino 1500-2500 m (hasta 1300-2900 m).
En la península ibérica aparece por gran parte de las áreas de montaña de la mitad norte, especialmente en los Pirineos,  y zonas más húmedas de las montañas de la mitad meridional.

## Distribución en los Pirineos
Se encuentra en las zonas altas (más de 1400 m) de la cabecera del valle de Roncal (Isaba, Uztárroz) y de Salazar (Ori y, puntualmente, en Abodi). 

## Características estructurales
Están dominados por gramíneas de hoja estrecha que forman céspedes densos y homogéneos. Es frecuente la presencia de especies propias de los matorrales acidófilos que los sustituyen. 

## Flora dominante
Arbustivas:  Calluna vulgaris, Vaccinium myrtillus. Herbáceas:  Nardus stricta, Festuca rubra, Trifolium thalii, Trifolium alpinum, Plantago alpinum, Lotus corniculatus, Poa alpina, Alchemilla xanthochlora, Carex caryophyllea, Vicia pyrenaica, Thymus pulegioides, Carex macrostyla, Hieracium lactucella,  Potentilla erecta, Polygala serphyllifolia, Achillea millefolium, etc. Presencia de especies endémicas y raras en Navarra (Narcissus nobilis, Nigritella gabasiana).  